# Eustala fragilis
Eustala fragilis är en spindelart som först beskrevs av O. Pickard-Cambridge 1889.  Eustala fragilis ingår i släktet Eustala och familjen hjulspindlar. Inga underarter finns listade i Catalogue of Life.